# Första intifadan
Första intifadan var ett palestinskt uppror (intifada) till följd av höjda spänningar och konflikt mellan palestinska medborgare och de israeliska försvarsstyrkorna. Intifadan fortsatte till 1993 då Osloavtalet undertecknades som ett resultat av Osloprocessen, vilket ledde till erkännandet av Israels rätt att existera av den Palestinska befrielseorganisationen (PLO) och etablerandet av den Palestinska myndigheten i Gazaremsan och på Västbanken.

## Källhänvisningar
1. ↑  "intifadan". NE.se. Läst 26 juli 2014.